# Pteropliini
Pteropliini tribus strizibuba dio potporodice Lamiinae.

## Rodovi
1. Abaraeus Jordan, 1903
2. Abryna Newman, 1842
3. Acanthetaxalus Breuning, 1960
4. Acronia Westwood, 1863
5. Agniolophia Breuning, 1937
6. Albana Mulsant, 1846
7. Albapomecyna Breuning, 1980
8. Alidopsis Breuning, 1954
9. Alidus Gahan, 1893
10. Anobrium Belon, 1902
11. Aprophata Pascoe, 1862
12. Ataxia Haldeman, 1847
13. Atybe Pascoe, 1864
14. Baraeus Thomson, 1858
15. Batrachorhina Chevrolat, 1842
16. Brachyale Breuning, 1963
17. Cairnsia Blackburn, 1895
18. Callimetopoides Breuning, 1981
19. Callimetopus Blanchard, 1853
20. Catafimbria Aurivillius, 1922
21. Cenodocus Thomson, 1864
22. Cicatripraonetha Breuning, 1980
23. Cobria Pascoe, 1865
24. Corrhenes Pascoe, 1865
25. Corrhenispia Breuning, 1937
26. Corrhenodes Breuning, 1942
27. Cristodesisa Breuning, 1959
28. Cryptocranium Lacordaire, 1830
29. Cubilia Jordan, 1897
30. Cubilioides Breuning, 1940
31. Cyardium Pascoe, 1866
32. Cyphoscyla Thomson, 1868
33. Dasyerrus Pascoe, 1865
34. Daxata Pascoe, 1864
35. Demodioides Breuning, 1947
36. Depsages Pascoe, 1865
37. Desisa Pascoe, 1865
38. Desisella Breuning, 1942
39. Desisopsis Hüdepohl, 1995
40. Diexia Pascoe, 1864
41. Dystasia Pascoe, 1864
42. Dystasiopsis Breuning & de Jong, 1941
43. Eczemotellus Heller, 1924
44. Eczemotes Pascoe, 1864
45. Eczemothea Schwarzer, 1926
46. Egesina Pascoe, 1864
47. Emphytoecia Fairmaire & Germain, 1859
48. Emphytoeciosoma Melzer, 1934
49. Eosthenias Breuning, 1961
50. Epectasis Bates, 1866
51. Epopea Thomson, 1864
52. Esaete Galileo & Martins, 2002
53. Esthlogena Thomson, 1864
54. Esthlogenopsis Breuning, 1942
55. Etaxalus Pascoe, 1865
56. Exarrhenodes Breuning, 1937
57. Exarrhenus Pascoe, 1864
58. Falsocoedomea Breuning, 1961
59. Falsoprosoplus Breuning, 1974
60. Falsoterinaea Matsushita, 1938
61. Falsoterinaeopsis Breuning, 1964
62. Falsozorilispe Breuning, 1943
63. Faustabryna Breuning, 1961
64. Gibbomesosella Pic, 1932
65. Grammoechus Thomson, 1864
66. Hathliodes Pascoe, 1866
67. Hathliolophia Breuning, 1959
68. Heterotaxalus Heller, 1926
69. Ischioplites Thomson, 1864
70. Ischnia Jordan, 1903
71. Latabryna Hüdepohl, 1990
72. Leptomesosella Breuning, 1938
73. Lychrosimorphus Pic, 1925
74. Macropraonetha Breuning, 1961
75. Marmylaris Pascoe, 1866
76. Menyllus Pascoe, 1864
77. Mesiphiastus Breuning, 1959
78. Mesosella Bates, 1884
79. Metagnoma Aurivillius, 1924
80. Microlophia Newman, 1842
81. Micropraonetha Breuning, 1938
82. Milothris Castelnau, 1840
83. Mimabryna Breuning, 1937
84. Mimacronia Vives, 2009
85. Mimaspurgus Breuning, 1957
86. Mimectatosia Breuning, 1959
87. Mimetaxalus Breuning, 1957
88. Mimiphiastus Breuning, 1978
89. Mimischnia Breuning, 1971
90. Mimodesisa Breuning & de Jong, 1941
91. Mimomenyllus Breuning, 1973
92. Mimoniphona Breuning, 1940
93. Mimoprosoplus Breuning, 1970
94. Mimosaperdopsis Breuning, 1959
95. Mimosthenias Breuning, 1937
96. Mimotropidema Breuning, 1957
97. Mindanaona Özdikmen, 2008
98. Mispila Pascoe, 1864
99. Mispilodes Breuning, 1937
100. Mispilopsis Breuning, 1937
101. Moron Pascoe, 1858
102. Mussardia Breuning, 1959
103. Niphabryna Franz, 1972
104. Nipholophia Gressitt, 1951
105. Niphona Mulsant, 1839
106. Niphonatossa Breuning, 1967
107. Niphopterolophia Breuning, 1964
108. Niphosoma Breuning, 1943
109. Niphotragulus Kolbe, 1894
110. Niphovelleda Breuning, 1940
111. Notocorrhenes Breuning, 1959
112. Ophthalmocydrus Aurivillius, 1925
113. Parabryna Hüdepohl, 1995
114. Paracoedomea Breuning, 1942
115. Paracomeron Heller, 1912
116. Paracorrhenes Breuning, 1978
117. Paradaxata (Albodaxata) Breuning, 1963
118. Paradaxata (Paradaxata) Breuning, 1937
119. Paradesisa Breuning, 1937
120. Paradiexia Heller, 1923
121. Paralychrosimorphus Breuning, 1964
122. Paramenyllus Breuning, 1937
123. Paramesosella Breuning, 1940
124. Paramispila Breuning, 1959
125. Paramispilopsis Breuning, 1947
126. Paramoron Aurivillius, 1908
127. Paramussardia Breuning, 1965
128. Paramussardiana Breuning, 1979
129. Paranaches Breuning, 1959
130. Paraniphona Breuning, 1970
131. Parapeleconus Breuning, 1970
132. Paraphemone Gressitt, 1935
133. Pararhytiphora Breuning, 1937
134. Parastesilea Breuning, 1959
135. Parasthenias Breuning, 1937
136. Parasybropis Breuning, 1963
137. Paratybe Téocchi & Sudre, 2003
138. Parazosmotes Breuning, 1959
139. Parepectasoides Breuning, 1979
140. Paretaxalus Breuning, 1937
141. Parexarrhenus Breuning, 1937
142. Penthea Castelnau, 1840
143. Pentheopraonetha Breuning, 1960
144. Phemonoides Breuning, 1940
145. Phemonopsis Breuning, 1948
146. Phesates Pascoe, 1865
147. Phesatiodes Hüdepohl, 1995
148. Platycranium Aurivillius, 1917
149. Prosoplus Blanchard, 1853
150. Protorhopala Thomson, 1860
151. Pseudabryna Schultze, 1916
152. Pseudalidus Breuning, 1959
153. Pseudaprophata Breuning, 1961
154. Pseudelasma Breuning, 1968
155. Pseudetaxalus Breuning, 1939
156. Pseudeuclea Schwarzer, 1931
157. Pseudocomeron Breuning, 1963
158. Pseudodoliops Schultze, 1934
159. Pseudolophia Breuning, 1937
160. Pseudomenyllus Breuning, 1970
161. Pseudomiccolamia Pic, 1916
162. Pseudomoron Breuning, 1965
163. Pseudomussardia Breuning, 1974
164. Pseudoparmena Breuning, 1956
165. Pseudorhaphiptera Breuning, 1956
166. Pseudostesilea Breuning, 1964
167. Pterolamia Breuning, 1942
168. Pterolophia Newman, 1842
169. Pterolophiella Breuning, 1952
170. Pteroplius Lacordaire, 1830
171. Pterotragula Téocchi, 1991
172. Rhaphiptera Audinet-Serville, 1835
173. Rhaphipteroides Touroult & Tavakilian, 2007
174. Rhytiphora Audinet-Serville, 1835
175. Scaposodus Breuning, 1961
176. Sesiosa Pascoe, 1865
177. Similosodus McKeown, 1945
178. Soridopsis Breuning, 1940
179. Sotades Pascoe, 1864
180. Spinetaxalus Breuning, 1968
181. Spinopraonetha Breuning, 1960
182. Spinosodus Breuning & de Jong, 1941
183. Squamosaperdopsis Breuning, 1959
184. Stesilea Pascoe, 1865
185. Sthenias Castelnau, 1840
186. Sybropis Pascoe, 1885
187. Sybropraonetha Breuning, 1960
188. Symphyletes Newman, 1842
189. Synelasma Pascoe, 1858
190. Synixais Aurivillius, 1911
191. Thaumasesthes Fairmaire, 1894
192. Thita Aurivillius, 1914
193. Tigranella Breuning, 1940
194. Tricheczemotes Breuning, 1937
195. Trichepectasis Breuning, 1940
196. Trichohathliodes Breuning, 1959
197. Tricholophia Breuning, 1938
198. Trichoniphona Breuning, 1968
199. Trichopenthea Breuning, 1959
200. Trichoprosoplus Breuning, 1961
201. Trichopterolophia Breuning, 1960
202. Trichovelleda Breuning, 1970
203. Tuberculetaxalus Breuning, 1980
204. Tuberculosodus Breuning, 1968
205. Xiphohathlia Breuning, 1961
206. Xiphotheata Pascoe, 1864
207. Xiphotheopsis Breuning, 1961
208. Xynenon Pascoe, 1865
209. Zaeera Pascoe, 1865
210. Zaeeroides Breuning, 1937
211. Zaeeropsis Breuning, 1943
212. Zosmotes Pascoe, 1865
213. Zygrita Thomson, 1860

## Vanjske poveznice
|  | Zajednički poslužitelj ima još gradiva o temi Pteropliini |
|  | Wikivrste imaju podatke o taksonu Pteropliini             |